# 科迪·安德鲁斯
科迪·安德鲁斯（英語：Kody Andrews，2000年6月12日—），新西兰男子柔道运动员。他曾代表新西兰参加2022年英联邦运动会柔道比赛，获得男子100公斤以上级银牌。